# Svetovno prvenstvo športnih dirkalnikov sezona 1989
Svetovno prvenstvo športnih dirkalnikov sezona 1989 je bila sedemintrideseta sezona Svetovnega prvenstva športnih dirkalnikov, ki je potekalo med 9. aprilom in 29. oktobrom 1989. Naslov moštvenega prvaka sta osvojila Team Sauber Mercedes (C1) in Chamberlain Engineering (C2), dirkaškega pa Jean-Louis Schlesser (C1) in Fermin Velez (C2).

## Spored dirk
| Št | Ime                  | Dirkališče                     | Datum         |
| -- | -------------------- | ------------------------------ | ------------- |
| 1  | 480 km Suzuke        | Suzuka Circuit                 | 9. april      |
| 2  | 480 km Dijona        | Dijon-Prenois                  | 21. maj       |
| 3  | 480 km Jarame        | Circuito Permanente Del Jarama | 25. junij     |
| 4  | 480 km Brands Hatcha | Brands Hatch                   | 23. julij     |
| 5  | 480 km Nürburgringa  | Nürburgring                    | 20. avgust    |
| 6  | 480 km Doningtona    | Donington Park                 | 3. september  |
| 7  | 480 km Spaja         | Circuit de Spa-Francorchamps   | 17. september |
| 8  | 480 km Mexica        | Autodromo Hermanos Rodriguez   | 29. oktober   |

## Rezultati

### Po dirkah
| Št | Dirkališče         | Zmag. moštvo C1                  | Zmag. moštvo C2                | Poročilo |
| Št | Dirkališče         | Zmag. dirkača(-i) C1             | Zmag. dirkača(-i) C2           | Poročilo |
| -- | ------------------ | -------------------------------- | ------------------------------ | -------- |
| 1  | Suzuka             | Team Sauber Mercedes             | Chamberlain Engineering        | Poročilo |
| 1  | Suzuka             | Jean-Louis Schlesser Mauro Baldi | Fermín Velez Nick Adams        | Poročilo |
| 2  | Dijon-Prenois      | Joest Racing                     | Chamberlain Engineering        | Poročilo |
| 2  | Dijon-Prenois      | Bob Wollek Frank Jelinski        | Fermín Velez Nick Adams        | Poročilo |
| 3  | Jarama             | Team Sauber Mercedes             | Chamberlain Engineering        | Poročilo |
| 3  | Jarama             | Jean-Louis Schlesser Jochen Mass | Fermín Velez Nick Adams        | Poročilo |
| 4  | Brands Hatch       | Team Sauber Mercedes             | Chamberlain Engineering        | Poročilo |
| 4  | Brands Hatch       | Kenny Acheson Mauro Baldi        | Fermín Velez Nick Adams        | Poročilo |
| 5  | Nürburgring        | Team Sauber Mercedes             | Team Mako                      | Poročilo |
| 5  | Nürburgring        | Jean-Louis Schlesser Jochen Mass | James Shead Robbie Stirling    | Poročilo |
| 6  | Donington          | Team Sauber Mercedes             | Tiga Race Team                 | Poročilo |
| 6  | Donington          | Jean-Louis Schlesser Jochen Mass | Jari Nurminen Tony Trevor      | Poročilo |
| 7  | Spa-Francorchamps  | Team Sauber Mercedes             | Team Mako                      | Poročilo |
| 7  | Spa-Francorchamps  | Kenny Acheson Mauro Baldi        | James Shead Robbie Stirling    | Poročilo |
| 8  | Hermanos Rodriguez | Team Sauber Mercedes             | Team Mako                      | Poročilo |
| 8  | Hermanos Rodriguez | Jean-Louis Schlesser Jochen Mass | Andres Contreras Giovanni Aloi | Poročilo |

### Moštveno prvenstvo
Točkovanje po sistemu 20-15-12-10-8-6-4-3-2-1, točke dobi le najbolje uvrščeni dirkalnik posameznega moštva.

#### Razred C1
| Poz | Moštvo                  | Šasija                                              | Motor                                                                            | 1. | 2. | 3. | 4. | 5. | 6. | 7. | 8. | Skupaj |
| --- | ----------------------- | --------------------------------------------------- | -------------------------------------------------------------------------------- | -- | -- | -- | -- | -- | -- | -- | -- | ------ |
| 1   | Team Sauber Mercedes    | Sauber C9                                           | Mercedes M119 5.0L Turbo V8                                                      | 20 | 15 | 20 | 20 | 20 | 20 | 20 | 20 | 155    |
| 2   | Joest Racing Porsche    | Porsche 962C                                        | Porsche 3.0L Turbo Flat-6                                                        | 12 | 20 |    | 15 |    | 10 | 15 | 12 | 84     |
| 3   | Brun Motorsport         | Porsche 962C                                        | Porsche 3.0L Turbo Flat-6                                                        | 3  | 2  | 12 | 6  | 10 | 8  | 10 | 15 | 66     |
| 4   | Silk Cut Jaguar Racing  | Jaguar XJR-9 Jaguar XJR-11                          | Jaguar 7.0L V12 Jaguar JV6 3.5L Turbo V6                                         | 8  |    | 15 | 8  | 8  |    |    | 8  | 47     |
| 5   | Nissan Motorsports      | Nissan (March) R88C Nissan (March) R88V Nissan R89C | Nissan VRH30 3.0L Turbo V8 Nissan VG30 3.0L Turbo V6 Nissan VRH35Z 3.5L Turbo V8 | 10 |    | 3  |    |    | 12 | 12 |    | 37     |
| 6   | Aston Martin            | Aston Martin AMR1                                   | Aston Martin RDP87 6.0L V8 Aston Martin RDP87 6.3L V8                            |    |    |    | 10 | 3  | 6  | 4  | 3  | 26     |
| 7   | Toyota Team Tom's       | Toyota 88C Toyota 89C-V                             | Toyota 3S-GTM 2.2L Turbo I4 Toyota R32V 3.2L Turbo V8                            | 6  | 10 | 1  |    | 4  | 1  | 3  |    | 25     |
| 8   | Porsche Kremer Racing   | Porsche 962CK6                                      | Porsche 3.0L Turbo Flat-6                                                        | 2  |    | 4  |    | 12 |    | 1  | 2  | 21     |
| 9   | Spice Engineering       | Spice SE89C                                         | Ford Cosworth DFZ 3.5L V8                                                        |    |    | 10 |    |    |    | 8  | 1  | 19     |
| 10  | Richard Lloyd Racing    | Porsche 962C GTi                                    | Porsche 3.0L Turbo Flat-6                                                        |    | 8  |    |    |    |    |    | 10 | 18     |
| 11  | Courage Compétition     | Cougar C22S                                         | Porsche 3.0L Turbo Flat-6                                                        |    | 6  | 2  | 4  | 2  | 2  |    |    | 16     |
| 12  | Equipe Alméras Fréres   | Porsche 962C                                        | Porsche 3.0L Turbo Flat-6                                                        | 4  |    |    | 1  |    |    |    |    | 5      |
| 13= | Chamberlain Engineering | Spice SE86C Spice SE89C                             | Hart 418T 1.8L Turbo I4 Ford Cosworth DFL 3.3L V8                                |    |    |    | 3  |    |    |    |    | 3      |
| 13= | France Prototeam        | Spice SE88C                                         | Ford Cosworth DFL 3.3L V8                                                        |    | 3  |    |    |    |    |    |    | 3      |
| 15  | Mazdaspeed              | Mazda 767 B                                         | Mazda 13J 2.6L 4-Rotor                                                           |    | 1  |    |    |    |    | 2  |    | 3      |
| 16  | Obermaier Racing        | Porsche 962C                                        | Porsche 3.0L Turbo Flat-6                                                        | 1  |    |    |    |    |    |    |    | 1      |

#### Razred C2
| Poz | Moštvo                         | Šasija                  | Motor                                             | 1. | 2. | 3. | 4. | 5. | 6. | 7. | 8. | Skupaj |
| --- | ------------------------------ | ----------------------- | ------------------------------------------------- | -- | -- | -- | -- | -- | -- | -- | -- | ------ |
| 1   | Chamberlain Engineering        | Spice SE86C Spice SE89C | Hart 418T 1.8L Turbo I4 Ford Cosworth DFL 3.3L V8 | 20 | 20 | 20 | 20 | 10 | 12 | 15 | 3  | 120    |
| 2   | Team Mako                      | Spice SE88C             | Ford Cosworth DFL 3.3L V8                         |    | 10 |    | 15 | 20 | 15 | 20 | 20 | 100    |
| 3   | PC Automotive                  | Spice SE88C ADA 02B     | Ford Cosworth DFL 3.3L V8                         |    | 12 | 12 |    | 15 |    | 12 | 10 | 61     |
| 4   | France Prototeam               | Spice SE88C             | Ford Cosworth DFL 3.3L V8                         |    | 15 | 15 | 8  | 12 |    |    | 8  | 58     |
| 5   | Tiga Race Team                 | Tiga GC289              | Ford Cosworth DFL 3.3L V8                         |    |    | 10 | 10 |    | 20 |    | 4  | 44     |
| 6   | Porto Kaleo Team               | Tiga GC286 Tiga GC288   | Ford Cosworth DFL 3.3L V8                         |    | 8  |    | 3  |    |    | 10 | 12 | 33     |
| 7   | Roy Baker Racing GP Motorsport | Spice SE87C Tiga GC289  | Ford Cosworth DFL 3.3L V8                         |    |    |    | 12 |    |    | 6  | 6  | 24     |
| 8   | Pierre-Alain Lombardi          | Spice SE86C Spice SE88P | Ford Cosworth DFL 3.3L V8 Buick 3.0L V6           |    |    |    | 4  |    |    |    | 15 | 19     |
| 9   | Automobiles Louis Descartes    | ALD C289 ALD 06         | Ford Cosworth DFL 3.3L V8 BMW 3.0L I6             |    |    |    |    |    |    | 8  |    | 8      |
| 10  | Didier Bonnet                  | Tiga GC289 ALD 05       | Ford Cosworth DFL 3.3L V8 BMW 3.0L I6             |    |    |    |    |    |    | 3  |    | 3      |

### Dirkaško prvenstvo

#### Razred C1
| Poz | Dirkač               | Moštvo                   | 1  | 2  | 3   | 4    | 5  | 6   | 7  | 8  | Skupaj |
| --- | -------------------- | ------------------------ | -- | -- | --- | ---- | -- | --- | -- | -- | ------ |
| 1   | Jean-Louis Schlesser | Team Sauber Mercedes     | 20 | 15 | 20  | (12) | 20 | 920 |    | 20 | 115    |
| 2   | Jochen Mass          | Team Sauber Mercedes     |    | 15 | 20  | 12   | 20 | 20  |    | 20 | 107    |
| 3   | Mauro Baldi          | Team Sauber Mercedes     | 20 | 12 | (8) | 20   | 15 | 15  | 20 |    | 102    |
| 4   | Kenny Acheson        | Team Sauber Mercedes     | 15 | 12 | (8) | 20   | 15 | 15  | 20 |    | 97     |
| 5   | Frank Jelinski       | Joest Porsche Racing     | 12 | 20 |     | 15   |    | 10  | 15 | 12 | 84     |
| 6   | Bob Wollek           | Joest Porsche Racing     | 12 | 20 |     | 15   |    | 10  | 15 |    | 72     |
| 7   | Jan Lammers          | Silk Cut Jaguar          |    |    | 15  | 8    | 1  |     |    | 6  | 30     |
| 8=  | Patrick Tambay       | Silk Cut Jaguar          |    |    | 15  | 8    | 1  |     |    | 6  | 30     |
| 8=  | Andy Wallace         | Silk Cut Jaguar          | 8  |    | 6   |      | 8  |     |    | 8  | 30     |
| 10= | Mark Blundell        | Nissan Motorsports Intl. |    |    | 3   |      |    | 12  | 12 |    | 27     |
| 10= | Julian Bailey        | Nissan Motorsports Intl. |    |    | 3   |      |    | 12  | 12 |    | 27     |

#### Razred C2
| Poz | Dirkač             | Moštvo                  | 1  | 2  | 3  | 4  | 5  | 6  | 7  | 8  | Skupaj |
| --- | ------------------ | ----------------------- | -- | -- | -- | -- | -- | -- | -- | -- | ------ |
| 1=  | Fermin Velez       | Chamberlain Engineering | 20 | 20 | 20 | 20 |    | 12 | 15 |    | 107    |
| 1=  | Nick Adams         | Chamberlain Engineering | 20 | 20 | 20 | 20 |    | 12 | 15 |    | 107    |
| 3   | James Shead        | Team Mako               |    | 10 |    | 15 | 20 | 15 | 20 |    | 80     |
| 4   | Robbie Stirling    | Team Mako               |    |    |    | 15 | 20 | 15 | 20 |    | 70     |
| 5=  | Olindo Iacobelli   | PC Automotive           |    | 12 | 12 |    | 15 |    | 12 | 10 | 61     |
| 5=  | Richard Piper      | PC Automotive           |    | 12 | 12 |    | 15 |    | 12 | 10 | 61     |
| 7   | Bernard Thuner     | France Prototeam        |    | 15 | 15 | 8  | 12 |    |    | 8  | 58     |
| 8   | Jari Nurminen      | Porto Kaleo Team        |    | 8  | 10 |    |    | 20 |    | 4  | 42     |
| 9   | Claude Ballot-Léna | France Prototeam        |    |    | 15 |    | 12 |    |    |    | 27     |
| 10= | Raneri Randaccio   | Porto Kaleo Team        |    |    |    | 3  |    |    | 10 | 12 | 25     |
| 10= | Pasquale Barberio  | Porto Kaleo Team        |    |    | 3  |    |    | 12 | 12 |    | 25     |